# Cabezón de la Sierra
Cabezón de la Sierra es un municipio y localidad española de la provincia de Burgos, en la comunidad autónoma de Castilla y León, comarca de Sierra de la Demanda, partido judicial de Salas de los Infantes.

## Geografía
La localidad está en la comarca de La Demanda y Pinares, con centro en Salas de los Infantes.
Asimismo, el Ayuntamiento es miembro de la asociación AGALSA, que tiene como objetivo promover el desarrollo de la Sierra de la Demanda.

## Historia

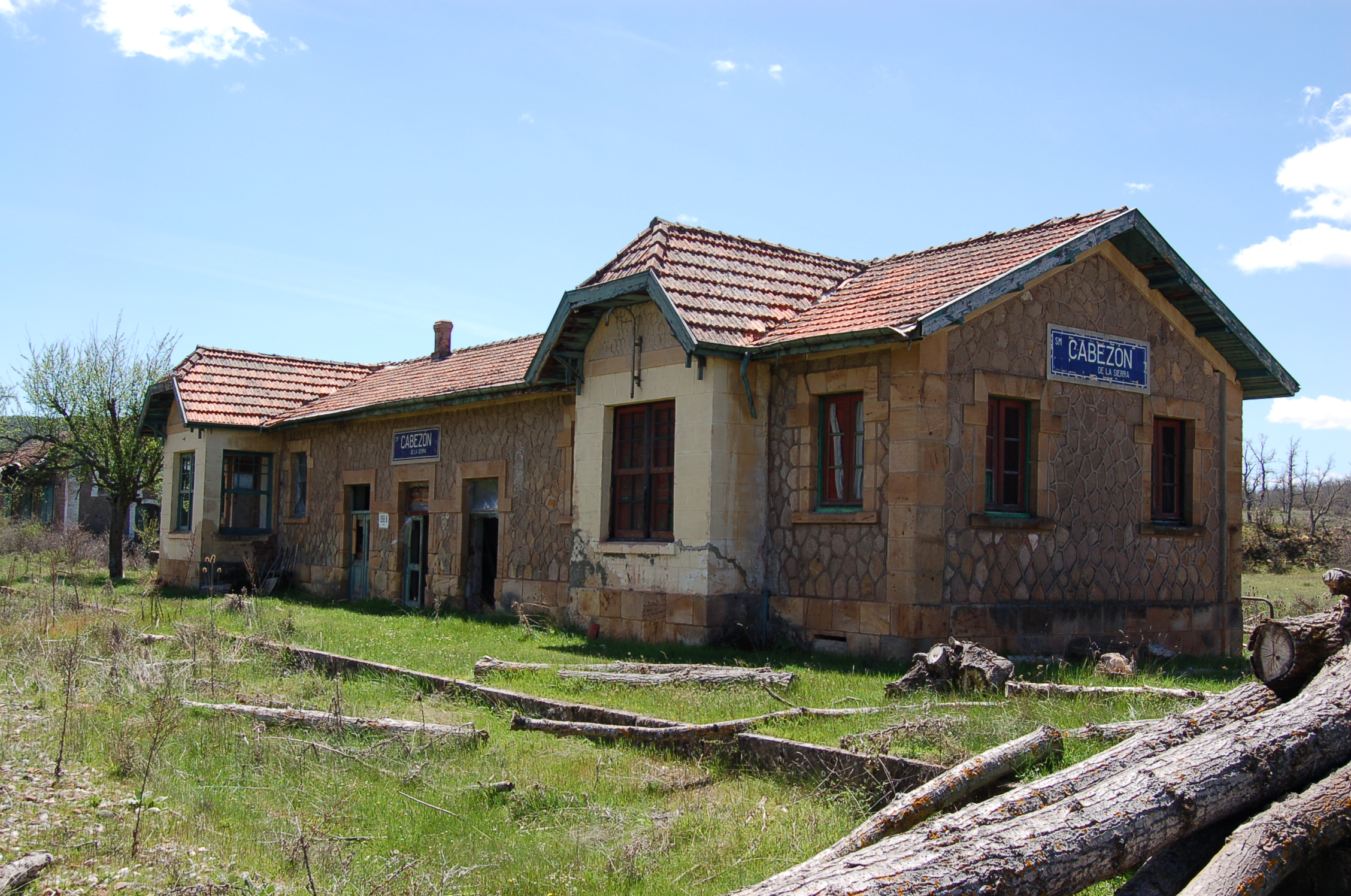
Estación de ferrocarril

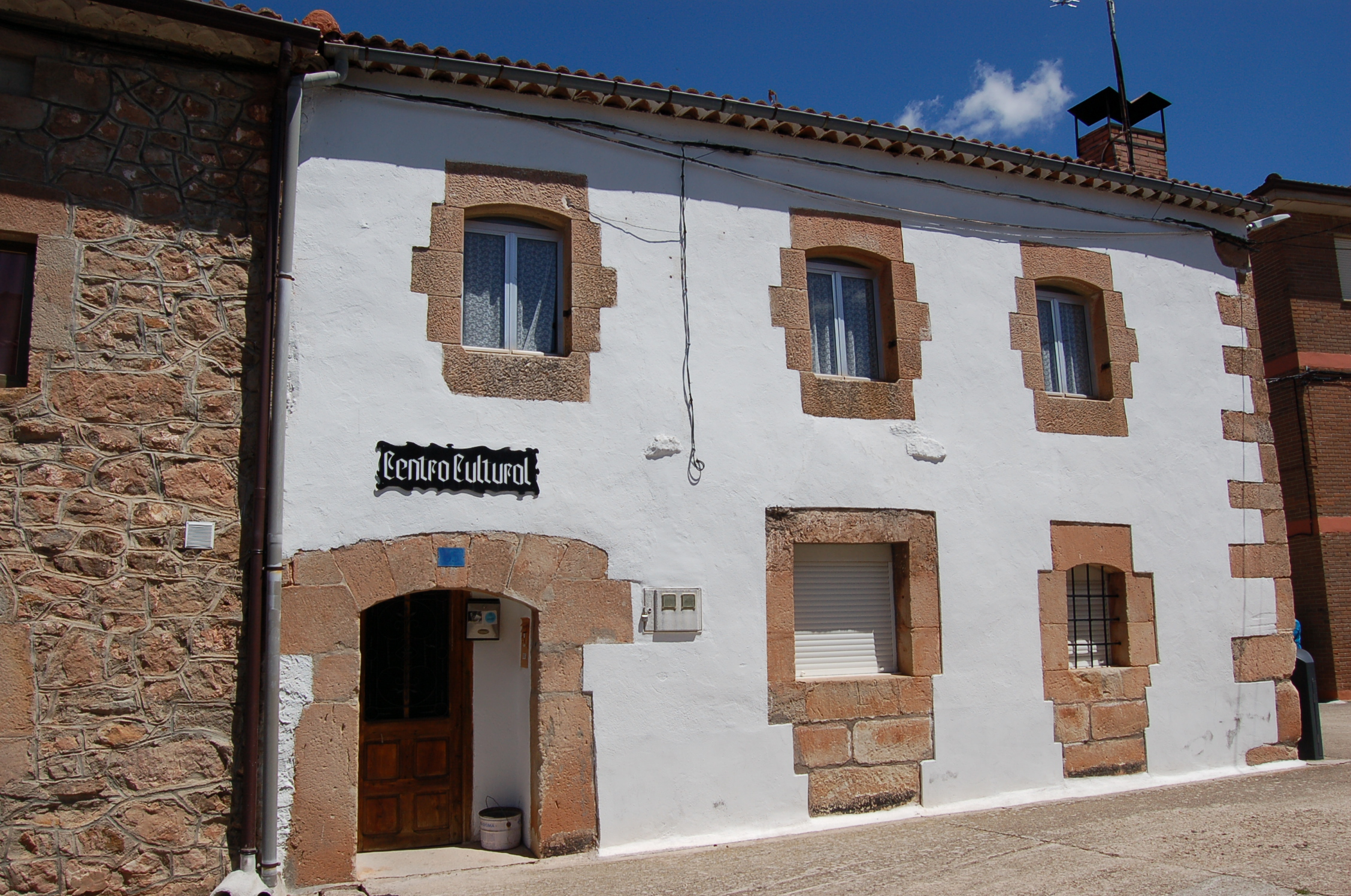
Centro cultural

El 13 de agosto de 1927 fue inaugurado el primer tramo del Ferrocarril Santander-Mediterráneo, entre Burgos y Cabezón de la Sierra, con la asistencia del Jefe del Gobierno Sr. Marques de Estella y el ministro de Fomento. El acto se verificó en la estación de Salas de los Infantes, procediendo a su bendición por el Sr. Arzobispo de la Diócesis. El recorrido Burgos – Cabezón tiene una distancia de 72 km., siendo la hora de salida del tren de Burgos a las 7,15 horas y la llegada a Cabezón a las 9,40 horas, originando su regreso que se inicia igualmente de Cabezón a las 19,50 horas llegando a Burgos a las 22,24 horas. El segundo tramo Cabezón – Soria se inauguró el 25 de enero de 1929.
En este ferrocarril y concretamente en el tramo de Cabezón, se realizó parte de la película Las petroleras (1971), con la participación entre otros de las artistas de renombre Brigitte Bardot y Claudia Cardinale.
El ferrocarril S/M quedó clausurado sin haber finalizado todo su trayecto el 31 de diciembre de 1984, siendo Presidente del Gobierno D. Felipe González Márquez y Ministro de Transportes Enrique Barón Crespo.
El 16 de julio de 1926 se inauguró la luz eléctrica en Cabezón de la Sierra. Sin embargo, el agua corriente no pudo instalarse hasta la década de 1980. Durante esa década y la siguiente se pavimentan prácticamente todas las calles del pueblo y se acometen otras obras, como la de las instalaciones deportivas de "El Arreñal", el consultorio médico, la restauración de la iglesia y la ermita, etc.

## Demografía
Cabezón de la Sierra cuenta con una población de 36 habitantes (INE 2024).
| Gráfica de evolución demográfica de Cabezón de la Sierra entre 1842 y 2021                                          |
| |
| Población de derecho según los censos de población del INE Población de hecho según los censos de población del INE |

## Cultura
- Enero: San Vicente, patrón del pueblo (22 de enero).
- Abril: Subasta del Manto de la Virgen el día de la Pascua de Resurrección.
- El primero de mayo, los mozos cortan un pino en la montaña, lo bajan al pueblo y se pinga el mayo al modo tradicional. Antiguamente, mozas y casadas cantaban canciones tradicionales entre la que se destacaba el vitor de mayo, que comenzaba así:

"mes de mayo, mes de mayo/  mes de los fuertes calores
cuando los trigos se encañan/  y en el campo hay bellas flores"
- Pascua de Pentecostés - Romería del Santo Cristo Arrodillado.
- Agosto: Procesión a la antigua ermita acompañados de la "vaca romera" de San Roque. Posteriormente se celebra una caldereta popular en el "Prado del Toro", hoy campo de fútbol. (16 de agosto).

Otras fiestas que se celebraban anteriormente eran:
- El reinado (fiesta de mozos), en vigor hasta la década de 1960.
- Fiesta del Gallo y elección de rey y reina entre los niños de la escuela con las insignias correspondientes; se celebró hasta la década de 1970.
- Canto del "Padrenuestro" por los mozos y durante la noche de los difuntos. Hasta la década de 1960.
- "Enramado" de las mozas la víspera de San Juan (23 de junio).

En carnavales era típica la representación de ciertos personajes, con sus propios cometidos y atuendos, el martes de carnaval:
- Los garramachos.
- El oso y su amo.
- La tarasca.
- Perico Pajas.

### Asociaciones
En el pueblo existen dos asociaciones:
- La Asociación Cultural de Cabezón de la Sierra, con unos 165 socios.
- La Asociación Juvenil Cultural "Socastillo", con unos 40 socios.
A título de curiosidad, Camilo José Cela menciona Cabezón de la Sierra y otros pueblos serranos en su libro de viajes Judíos, moros y cristianos.

### Patrimonio
- Manantial de aguas mineromedicinales bicarbonatadas cálcicas de mineralización débil, "excelente para la curación de los cálculos orinarios o males de piedra".
- Necrópolis altomedieval en Peña Los Sepulcros, donde hay sepulturas antropomorfas.
- Ermita del Santo Cristo Arrodillado antes de entrar al pueblo.
- Monolito a los mayores.
- Restos de árboles fosilizados en las cercanías del monolito.